# Eisenbahnbauverein Harburg
Der Eisenbahnbauverein Harburg eG (EBV) ist ein deutsches Wohnungsunternehmen in Hamburg. Zu seinem Bestand zählen mehr als 3.279 Wohnungen. 5.018 Mitglieder bilden die Genossenschaft (Stand 31. Dezember 2023).

## Geschichte

### Gründung und Aufbau 1921–1931
In Folge der Wohnungsnot nach dem Ersten Weltkrieg fanden sich im damals preußischen Harburg/Elbe, wo sich ein wichtiger Eisenbahnknotenpunkt befand, Eisenbahner zusammen, um mit Unterstützung der Eisenbahndirektion Altona, dem Beamten-Wohnungsverein und dem Magistrat der Stadt Harburg unter Beteiligung des Groß Hamburger Siedlungsverbandes eine Wohnungsbaugenossenschaft zu gründen und Wohnraum zu schaffen.
Auf der Gründungsversammlung, die am 13. April 1921 in einer Gaststätte im Ortsteil Wilstorf stattfand, traten 65 Mitglieder bei. Die Genossenschaft wurde am 16. Juli 1921 vom Reichsverkehrsminister anerkannt, was Grundlage für künftige Bauprojekte war. Die Finanzierung solcher Projekte erfolgte durch staatliche Landesdarlehen, einem „Pflichtdrittel“ der Gemeinde und einem Arbeitgeberzuschuss. Es verblieb der vom Bauherrn zu tragende Rest, der „rentierlicher Wert“ genannt wurde.

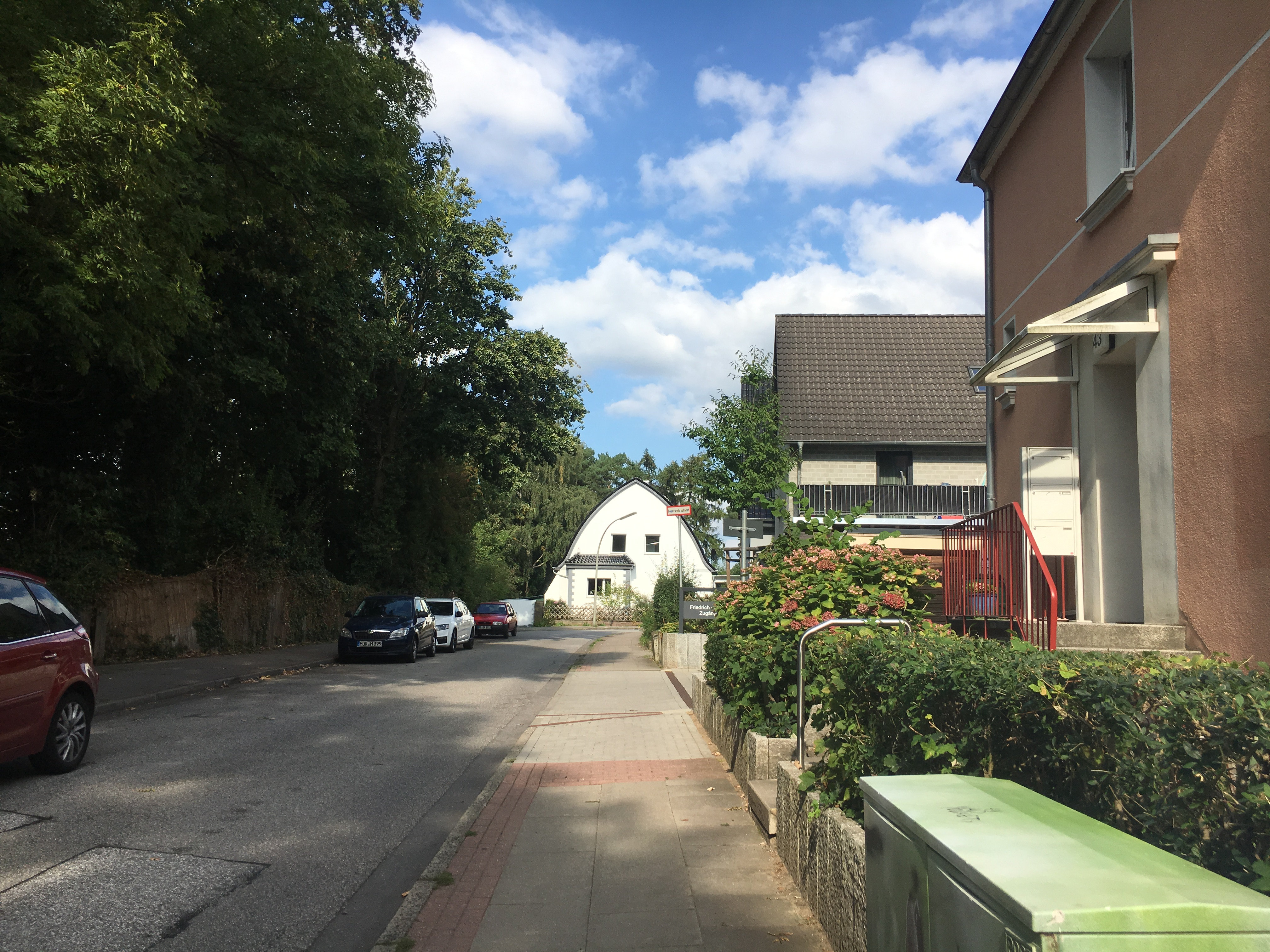
Friedrich-List-Straße in Wilstorf

So konnte ein 96.000 m2 großes Grundstück gekauft werden, das sich in direkter Nachbarschaft zu den wichtigsten Bahnanlagen der Stadt befand. Noch im Gründungsjahr 1921 wurde eine Straße erschlossen, an der 5 zweigeschossige Vierfamilienhäuser mit jeweils 4 Dreizimmerwohnungen errichtet wurden. Am 1. Januar 1922 konnten die ersten Mieter des EBV ihre Wohnungen beziehen.
In den ersten beiden Jahren nach Gründung wurden insgesamt 58 Wohnungen fertig. Am 1. Dezember 1924 belief sich die Zahl auf 90 Wohnungen; die schnellen Erfolge der ersten Jahre waren von der Inflation und damit verbundenem Mangel an Mitteln gebremst worden. Ende 1925 lag der Wohnungsbestand bei 142. Dieses Zwischenergebnis wurde dem XXX. Verbandstag des Verbands der Baugenossenschaften Deutschlands in Harburg am 29. und 30. Juni 1926 präsentiert.
Bis 1931 wurde das vorhandene Gelände weiter bebaut und es waren nach 10 Jahren insgesamt 345 Wohnungen und 30 Eigenheime entstanden.

### Fusionierungen 1931–1941
Die Weltwirtschaftskrise sorgte auch für den Wohnungsbau zu sehr schwierigen Rahmenbedingungen.

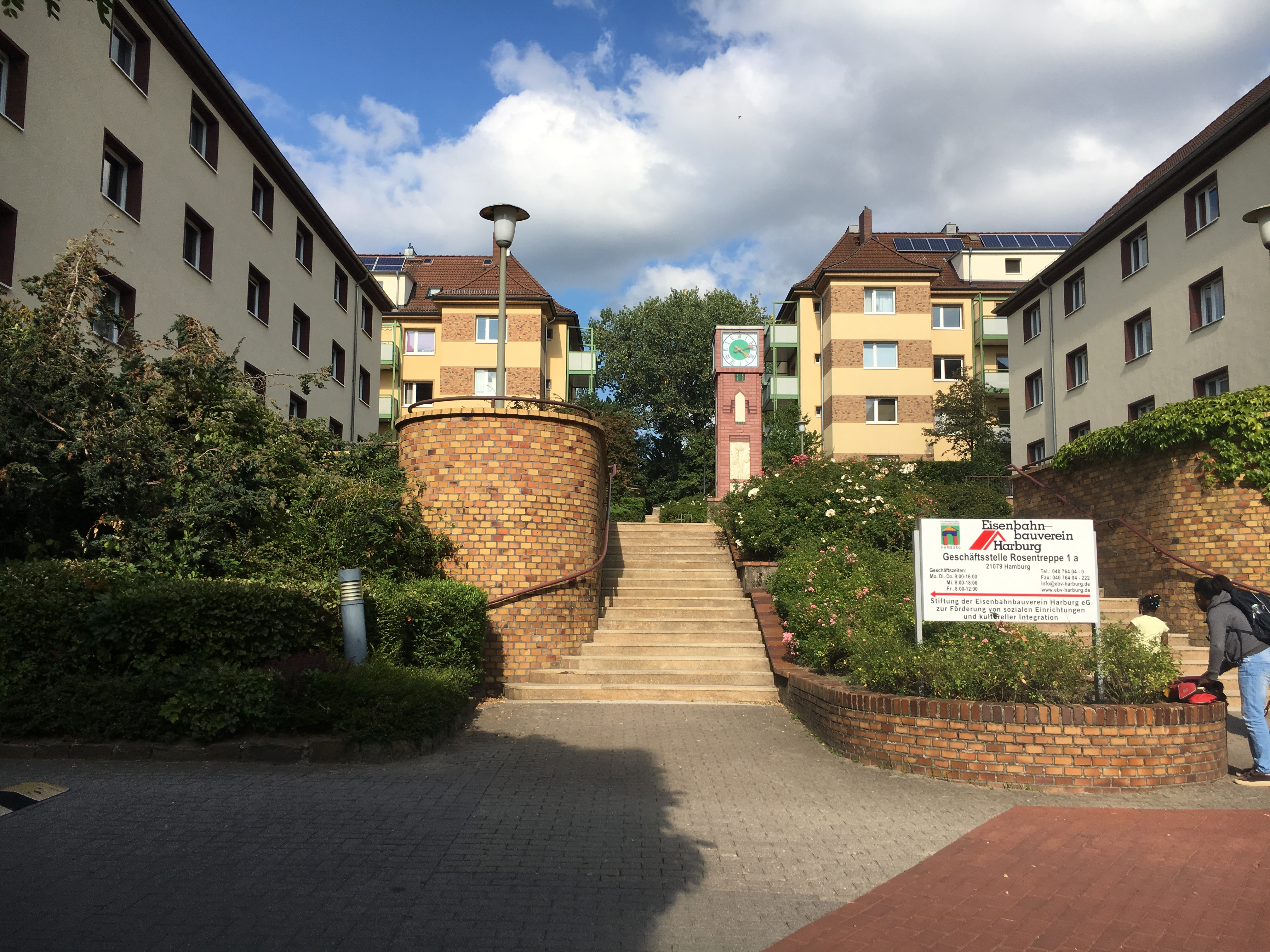
Rosentreppe, Sitz der EBV Geschäftsstelle

In den Jahren 1932, 1935 und 1937 kam für den EBV die Bautätigkeit völlig zum Erliegen.
Gleichzeitig gab es angesichts der Notwendigkeit, leistungsfähige Bauträger zu schaffen, Bemühungen, dieses Ziel durch Fusionierungen zu erreichen. So kaufte der EBV die Aktien der Gemeinnützigen Wohnstätten AG (Übernahme von 76 Wohnungen). Es folgte der Beamten-Wohnungsverein mit 185 Einheiten und die Baugenossenschaft „Selbsthilfe“ (47 Wohnungen). Schließlich wurde noch die Gemeinnützige Kleinsiedlungsgesellschaft „Elbestrand“ und die Baugenossenschaft „Eigenheim“ übernommen.
So war bis 1941 der Gesamtbestand des EBV an Wohnraum auf 1.150 Einheiten gewachsen.

### Zweiter Weltkrieg und Nachkriegsjahre 1941–1951
Neubauten konnten während des Zweiten Weltkriegs nicht errichtet werden. Als jedoch in Folge der Luftangriffe die Wohnungsnot wieder zunahm, begann der EBV 1943 mit Planungen für den Ausbau von Dachgeschossen. 1944 wurden die ersten 12 Dachgeschosswohnungen gebaut und alsbald wieder bei alliierten Bombenangriffen zerstört.
In den Luftangriffen vom Oktober und November 1944 sowie März und April 1945 wurden 178 Wohnungen (17,3 % des Gesamtbestandes) des EBV zerstört.
Erst im Jahr 1947 konnte mit dem Wiederaufbau der zerstörten Häuser begonnen werden.
1951 lag der Wohnungsbestand bei 1.180.

### Wiederaufbau 1951–1961

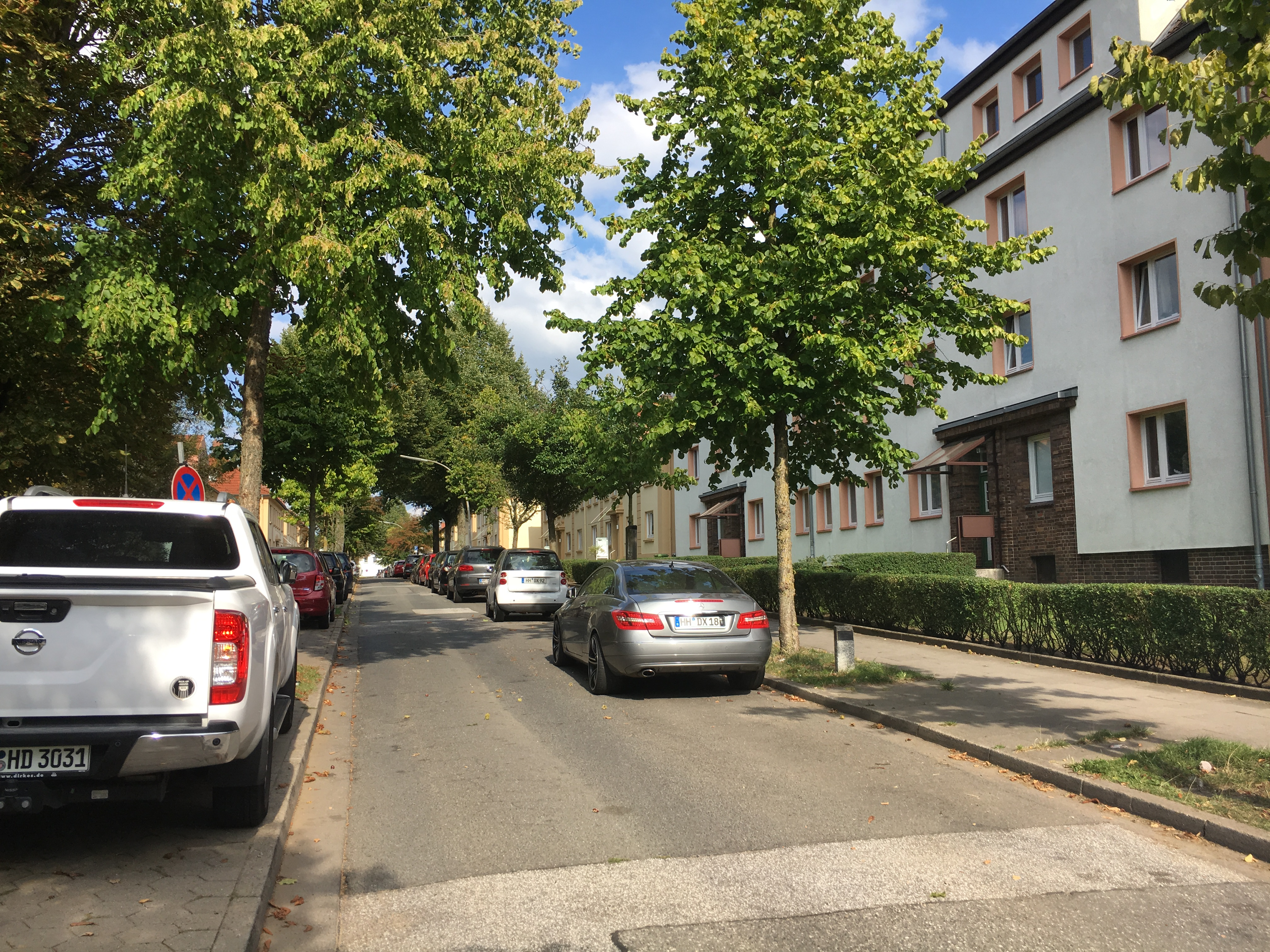
Zimmermannstraße

1953 wurde das erste neue Bauvorhaben  (88 Wohnungen und 1 Ladengeschäft in Wilstorf) durchgeführt werden. 1955 spiegelte mit der neuen Rekordzahl von 163 erstellten Wohnungen den Aufbruch des Wirtschaftswunders.
Zum 40. Jubiläum der EBV im Jahr 1961, das erstmals festlich begangen wurde, zählte der Wohnungsbestand 1.773 Einheiten. Zudem waren rund 300 erstellte Eigenheime an Mitglieder veräußert worden. Die Genossenschaft zählte 2.000 Mitglieder.

### Verstärkte Bautätigkeit 1961–1971
In den Jahren 1961 bis 1965 kamen 320 Wohnungen hinzu.
1969 begannen die Planungen für ein neues großes Projekt, nämlich die Errichtung von 216 Wohnungen am neu erschlossenen Gottschalkring an der Bundesstraße 75 zwischen Wilstorf, Marmstorf und Eißendorf gelegen. Das Projekt konnte erst im Jahr 1972 abgeschlossen werden.

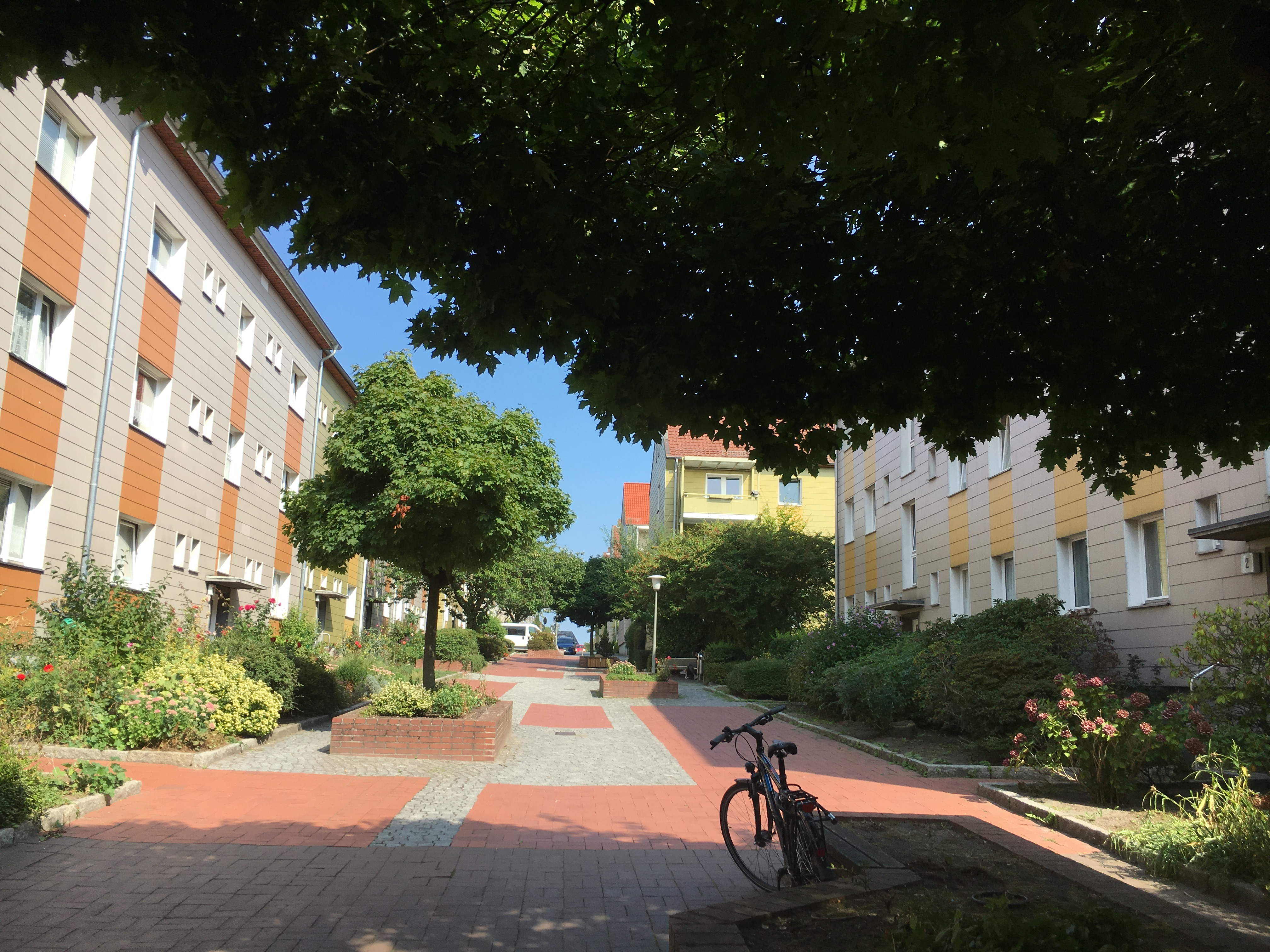
Ritterbuschplatz

Das Wohngebiet Gottschalkring wurde nach Rudolf Gottschalk benannt, der bis 1933 führend in der Baugenossenschaft Eigenheim (s. o.) tätig gewesen und 1951 Aufsichtsratsvorsitzender des EBV geworden war. Die zuständigen Stellen des Bezirks Harburg der Freien und Hansestadt Hamburg erkannten durch die Benennung von Straßen und Plätzen die Arbeit der Wohnungsbaugenossenschaft an. So wurde später in Wilstorf z. B. auch ein Platz nach Paul Ritterbusch (Gründungsvorstand) benannt.
Am Jahresende 1971 betrug der Wohnungsbestand 2.124.

### Modernisierung des Bestandes 1971–1981
Zunächst konzentrierte sich der EBV in den 1970er Jahren auf Erhaltungs- und Modernisierungsmaßnahmen des Bestands. Umstellung von Heizungsanlagen, Isolierverglasung, Küchen- und Badmodernisierungen, Klingel- und Türöffneranlagen sowie Verstärkung von E-Steigleitungen gehörten dazu.
Ab 1976 wurden auch wieder kleinere Einheiten im Rahmen neuer Bauvorhaben realisiert.
Der Bestand des EBV umfasste Ende des Jahres 1981: 2.448 Wohnungen, 26 gewerbliche Objekte (Einzelhandel, Friseursalons etc.), 385 Einzel- und Tiefgaragenplätze und 268 PKW Abstellplätze im Freien.

### Qualität statt Quantität 1981–1991
Diese Dekade zeigt eine Neuausrichtung sowohl der Neubauvorhaben als auch der Instandhaltungs- und Modernisierungsmaßnahmen des EBV. Hatten vormals gleichartige Hausentwürfe dominiert, wurde nun mehr Gestaltungsvielfalt bei Wohnungsgrundrissen, Fassaden und Wohnumfeld an den Tag gelegt.

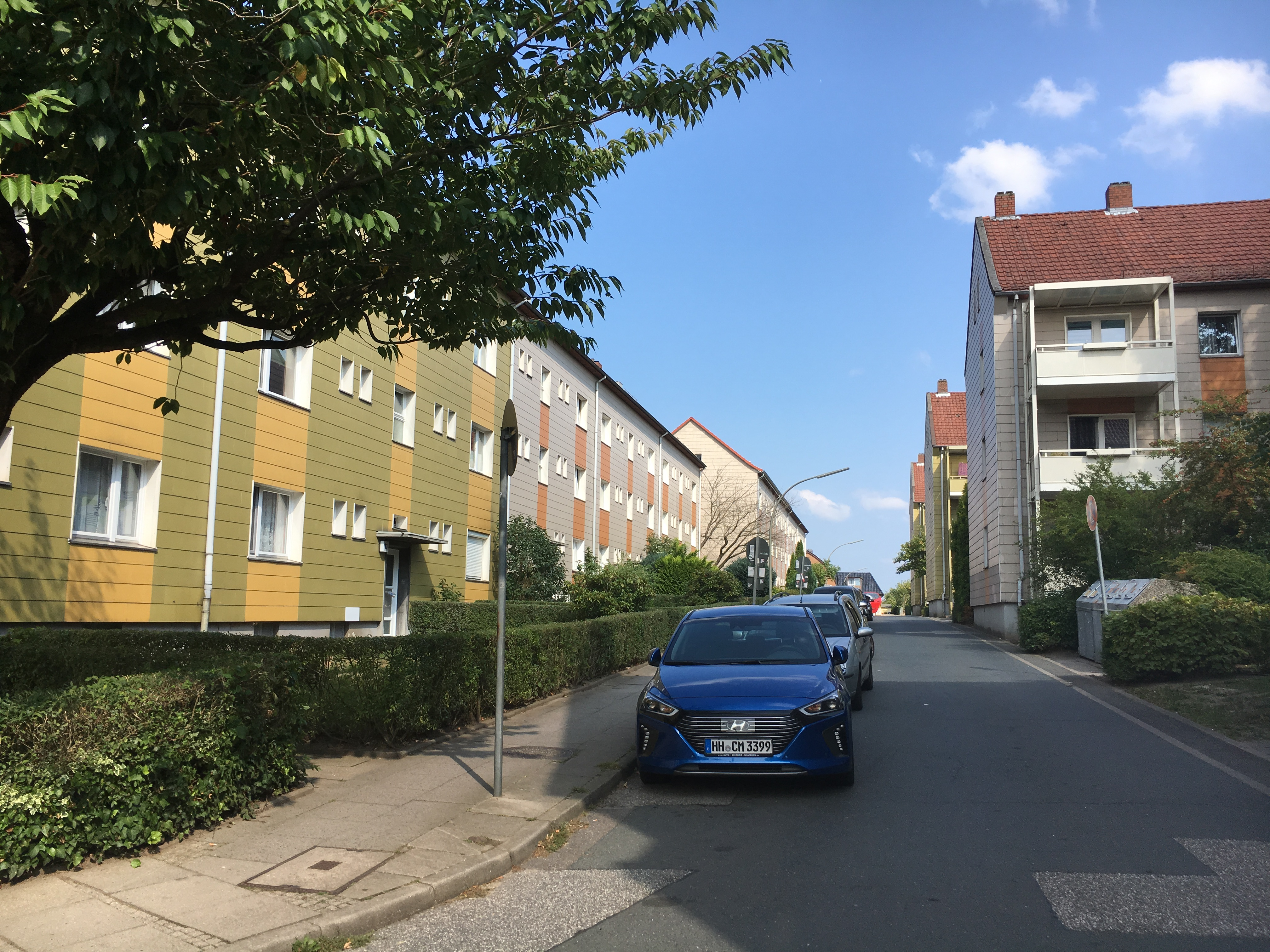
Tilemannhöhe

Brennwertkessel, Lärmschutz- und Isolierverglasung, Kaltwasserzähler in jeder Wohnung, Regenwassernutzungsanlagen und Brauchwasserleitungen, Niedrig-Energie Konzepte, Hofentsiegelungsmaßnahmen, Fassaden- und Dachisolierung wurden zum Standard. Hinzu kamen ab 1988/1989 behindertengerechte Wohnanlagen.
Das 70. Jubiläum des EBV wurde am 21. September 1991 mit einem Straßenfest in der Tilemannhöhe/Sophienstraße in Wilstorf mit Festzelt, Live-Musik, Fußballspiel „Mitglieder gegen Unternehmer“, Torwandschießen, Fallschirmspringer-Vorführung Luftballon-Flugwettbewerb und einer Tombola bürgernah begangen.

### Entwicklung bis zum Jubiläumsjahr 2021
Der EBV nutzte die in den Gründerjahren großzügig bemessenen Gartenflächen (zur Selbstversorgung der Mieter) angesichts des sich verstärkenden Wohnraummangels zur Nachverdichtung der Bebauung. Aus solchen Planungen resultierten auch Bürgerbegehren gegen solche Maßnahmen, die möglichst durch gütliche Einigungen erledigt werden konnten.
Am 28. Januar 2010 wurde das Richtfest für das erste Passivhaus des EBV in der Schumannstraße (Hamburg-Uhlenhorst) gefeiert. Es handelt sich gleichzeitig um den ersten Neubau der Genossenschaft nördlich der Elbe.
Harburgs erste StadtRADstation entstand 2013 unter der Bezeichnung „2840 Reeseberg | EBV | Anzengruberstraße“.
Neubautätigkeit findet trotz des allgemeinen Wohnungsmangels praktisch nicht statt.
Angesichts der Beschränkungen durch die Corona-Pandemie mussten geplante Veranstaltungen zum 100. Jubiläum der Genossenschaft überwiegend ausfallen. Es fanden Hofkonzerte und ein Freiluft Abendessen am Harburger Außenmühlenteich statt.

## Wirtschaftszahlen
Im Rechnungsabschluss des Jahres 2023 veröffentlichte der EBV folgende Zahlen, Aktuellere Basisdaten für 2021 waren der Presse zu entbehneb.
Bilanzsumme  Euro 124,18 Mio.
Eigenkapitalquote 34,62 %
Investitionen Euro 9,62 Mio.
Geschäftsguthaben Euro 15,39 Mio.
Rücklagen Euro 27,31 Mio.
Umsatzerlöse aus der Hausbewirtschaftung Euro 23,25 Mio.
Instandhaltung Euro 7,76 Mio.
Bilanzgewinn 2023 Euro 0,29 Mio.

## Vorstände
Laut Satzung beruft der Aufsichtsrat den Vorstand, der aus mindestens 2, höchstens 3 Mitgliedern besteht.

### Aktuell
- Joachim Bode seit 1994
- Heike Mönning seit 2024[12]
- Christian Sachse seit 2024[12]

### Frühere
- Paul Ritterbusch 1921–1969
- Hugo Wittenberg 1921–1923
- Heinrich Steinhage 1921
- Johannes Heitmann 1922–1924
- August Meyer 1924–1969
- Alfred Meyer 1925
- Otto Koch 1925–1945
- Hans Brodermann 1945–1969
- August Schröder 1969–1980
- Gerhart Soltwedel 1969–1994
- Erwin Rohde 1969–1978
- Siegfried Mahnke 1979–
- Peter Braun 1980–
- Elke Scholle 1995–2009
- Alexandra Chrobok 2009–2023

## Leistungsangebot
Der EBV verfolgt das Ziel, über das Kerngeschäft der Vermietung von Wohnraum hinaus den Mitgliedern Leistungen anzubieten, die das Gemeinschaftsgefühl einer Genossenschaft stärken.
Der EBV versendet an seine Mitglieder die im Hammonia-Verlag erscheinende Zeitschrift „bei uns – Wohnen mit Hamburger Genossenschaften“, die im Auftrag der Mitglieder des Arbeitskreises Hamburger Wohnungsbaugenossenschaften erstellt wird. Die Mitgliederzeitschrift erscheint viermal jährlich und ist online abrufbar.
Es bestehen Nachbarschaftstreffs im Bezirk Harburg in der Kniggestraße und in der Eißendorferstraße, die ein vielfältiges Angebot von Aktivitäten bereithalten.
Der EBV hat für seine Mitglieder Kooperationsvereinbarungen abgeschlossen mit Hamburg Energie, der Hamburger Volksbank und dem Arbeiter-Samariter-Bund (ASB).

## Regionale und örtliche Vernetzung
Der EBV ist Mitglied in folgenden Organisationen:
- Verband norddeutscher Wohnungsunternehmen e. V.  (VNW)
- Arbeitskreis Hamburger Wohnungsbaugenossenschaften e. V.
- Arbeitgeberverband der Deutschen Immobilienwirtschaft e. V.
- Handelskammer Hamburg
- Deutsche Entwicklungshilfe für soziales Wohnungs- und Siedlungswesen e. V. – DESWOS
- Der Wirtschaftsverein für den Hamburger Süden e.V.
- Sparda-Bank Hamburg e.G.
- Alsterwatt eG

## Stiftung
Im Jahr 2001 hat der EBV aus Teilen seines Vermögens die „Stiftung zur Förderung von sozialen Einrichtungen und kultureller Integration“ eingerichtet. Sie ist als gemeinnützig anerkannt. Die Höhe des ursprünglichen Stiftungskapitals betrug 250.000 Euro. Seit dem Jahre 2005 eine jährliche Aufstockung um 10.000 Euro seit dem  Jahr 2016 um 20.000 Euro.
Zweck der Stiftung ist es, die Jugendarbeit ebenso zu fördern wie Völkerverständigung und Altersfürsorge.
Die Förderung der Jugendarbeit erfolgt durch die Unterstützung von Einrichtungen zur sinnvollen Freizeitgestaltung, Betreuung und Fortbildung der Jugendlichen, Förderung internationaler Gesinnung und der Toleranz auf allen Gebieten der Kultur. Die Förderung der Altersfürsorge umfasst die Betreuung älterer Mitbürger durch qualifizierte Helfer. Dazu gehören auch Ausflüge und Besichtigungsfahrten sowie regelmäßige gemeinsame Treffen, um der Vereinsamung entgegenzuwirken.